# آدریا فیگراس
آدریا فیگراس (اسپانیایی: Adrià Figueras‎؛ زادهٔ ۳۱ اوت ۱۹۸۸) بازیکن هندبال اهل اسپانیا است.
از باشگاه‌هایی که در آن بازی کرده‌است می‌توان به باشگاه هندبال بارسلونا اشاره کرد.